# Markus Mustonen
Markus Mikael Mustonen (n. 20 de enero de 1973, Eskilstuna, Suecia) es un músico sueco-finés, quien toca la batería, el teclado, el piano y es segunda voz en la banda de rock y pop sueca Kent.